# Falsamblesthis
Falsamblesthis es un género de escarabajos longicornios de la subfamilia Lamiinae. Fue descrito por Breuning en 1959.

## Especies
- Falsamblesthis candicans (Gounelle, 1910)
- Falsamblesthis gracilis (Lameere, 1893)
- Falsamblesthis ibiyara Marinoni, 1978
- Falsamblesthis macilenta (Gounelle, 1910)
- Falsamblesthis microps Martins y Galileo, 1992
- Falsamblesthis pilula Galileo y Martins, 1987
- Falsamblesthis seriepilosa (Kirsch, 1889)
- Falsamblesthis taeniata (Belon, 1903)
- Falsamblesthis unguicularis (Tippmann, 1960)
- Falsamblesthis uniformis Galileo y Santos-Silva, 2016